# My Favorite Things (Lied)
My Favorite Things ist ein Lied aus dem 1959 entstandenen Musical The Sound of Music und dem gleichnamigen Film von 1965. Es wurde von Richard Rodgers komponiert, der Text stammt von Oscar Hammerstein II. In der originalen Broadway-Produktion wurde es von Mary Martin gesungen, in der Filmversion von Julie Andrews. My Favorite Things ist ein Jazzstandard und insbesondere in der Version des Saxophonisten John Coltrane bekannt geworden.

## Thema und Aufbau des Lieds
Das Stück ist ein langsamer Walzer in der Art eines Kinderliedes. Die vergleichsweise simple Melodie passt zum einfachen Liedtext, in dem eine Anzahl unterschiedlicher Lieblingsdinge („favorite things“) aufgezählt wird: von Regentropfen auf Rosen und beigefarbenen Ponys über knusprigen Apfelstrudel und Schlittengeläut bis hin zu Mädchen in weißen Kleidern – Dinge, die einen aufmuntern können, wenn man traurig ist. Dem entspricht im Verlauf des Stückes ein harmonischer Wechsel des Anfangsakkords e-Moll zu E-Dur. Die eigentliche Liedmelodie bleibt dabei unverändert, was möglich ist, da die Terz des Akkords (G bzw. Gis) in ihr nicht vorkommt. Alec Wilder empfand die Melodie als „seltsam vergrübelt“.

## Wirkungsgeschichte
Durch seine Popularität im englischsprachigen Raum diente das Stück mehreren etablierten Künstlern, unter ihnen John Coltrane und Dave Brubeck, als Vorlage für eigene Versionen, die in den Modal Jazz führten. Coltrane (mit McCoy Tyner, dem Bassisten Steve Davis und dem Schlagzeuger Elvin Jones) benutzte – zunächst 1960 für das Album My Favorite Things – seine stark veränderte Version, bei welcher der Anfangsteil („Raindrops on roses […] these are a few of my favorite things“) stetig wiederholt wird, unterbrochen von Solo-Vamps; in den nächsten Jahren spielte er das Stück bei fast jedem Live-Auftritt, so dass es quasi seine Erkennungsmelodie wurde. Coltranes Popularisierung des Titels führte dazu, dass auch Jazzsänger wie Sarah Vaughan (1961), Mark Murphy (1961), Betty Carter (1964) oder Al Jarreau (1969 und dann nochmals 1994 im Duett mit Kathleen Battle) das Lied interpretierten. Eine instrumentale Interpretation erfolgte beispielsweise auch 1963 durch den Jazz-Pianisten Bill Evans. Später experimentierten Maria João (im Duett mit Aki Takase, 1987) oder David Moss (als Solostück, 1990).
In der Pilotfolge der TV-Serie Friends singt Phoebe-Darstellerin Lisa Kudrow das Lied teilweise. Coverversionen wurden auch von modernen Bands wie OutKast (ein Remix von Coltranes Version) und Me First and the Gimme Gimmes produziert. Bei der Oscarverleihung im Jahr 2004 beschrieb Comedian Billy Crystal mit einer veränderten Version von My Favorite Things den mehrfach ausgezeichneten Film Der Herr der Ringe: Die Rückkehr des Königs. Im Film Dancer in the Dark von Lars von Trier singt Björk eine A-cappella-Version des Liedes. Auf seinem 2008er Album Guitars stellt McCoy Tyner (selbst lange Pianist bei John Coltrane) eine weitere Coverversion des Stücks mit Béla Fleck am Banjo vor. In der Folge Noretta (S7E07) der TV-Serie How I met your Mother singen die Darstellerinnen Frances Conroy (Barneys Mutter Loretta Stinson) und Nazanin Boniadi (seine Freundin Nora) eine nah an der Urfassung angelehnte Version.
2018 haben folgende elf Künstler für ARTE Studio innerhalb der ARTE-Studio-Session My Favorite Things die Melodie neu bearbeitet: Rosemary Standley, Jeanne Added, Hugh Coltman, Fred Poulet und Mami Chan, Gie Dre, Nicolas Jules, Brad Scott, Élise Caron, Louis Sclavis, Melissa Laveaux.
2019 verwendete Ariana Grande ein Sample des Liedes für ihren Titel 7 Rings.